# 1990 في المجر
فيما يلي قوائم الأحداث التي وقعت خلال عام 1990 في المجر.

## سياسة

### تعيين في المنصب
- 2 مايو – أرباد كونز رئيس المجر، عضو الجمعية الوطنية المجرية.
- 2 مايو – فيكتور أوربان عضو الجمعية الوطنية المجرية.

### انتهاء فترة المنصب
- 3 أغسطس – أرباد كونز عضو الجمعية الوطنية المجرية.

## رياضة
- 12 أغسطس – جائزة المجر الكبرى 1990 الفائز تييري بوتسين.

## مواليد

### فبراير
- 17 فبراير – أتيلا فيولا لاعب كرة قدم مجري.
- 20 فبراير – تيميا سوجي لاعبة كرة يد مجرية.
- 22 فبراير – ماركو فوتاتش لاعب كرة قدم مجري.

### مارس
- 14 مارس – تاماش كادار لاعب كرة قدم مجري.
- 30 مارس – أندرياس سيمون لاعب كرة قدم مجري.

### مايو
- 6 مايو – بيتر غالوتشي لاعب كرة قدم مجري.

### نوفمبر
- 16 نوفمبر – دينيش ديبوس لاعب كرة قدم مجري.
- 27 نوفمبر – غابور أنشين لاعب كرة يد مجري.

## وفيات

### يوليو
- 5 يوليو – يوجين جوث (مواليد 1905) فيزيائي أمريكي.